# Kadikkad
Kadikkad es una ciudad censal situada en el distrito de Thrissur en el estado de Kerala (India). Su población es de 19147 habitantes (2011).

## Demografía
Según el censo de 2011 la población de Kadikkad era de 19147 habitantes, de los cuales 8734 eran hombres y 10413 eran mujeres. Kadikkad tiene una tasa media de alfabetización del 92,81%, superior a la media estatal del 94%: la alfabetización masculina es del 95,17%, y la alfabetización femenina del 90,91%.